# Deidesheimer Grainhübel

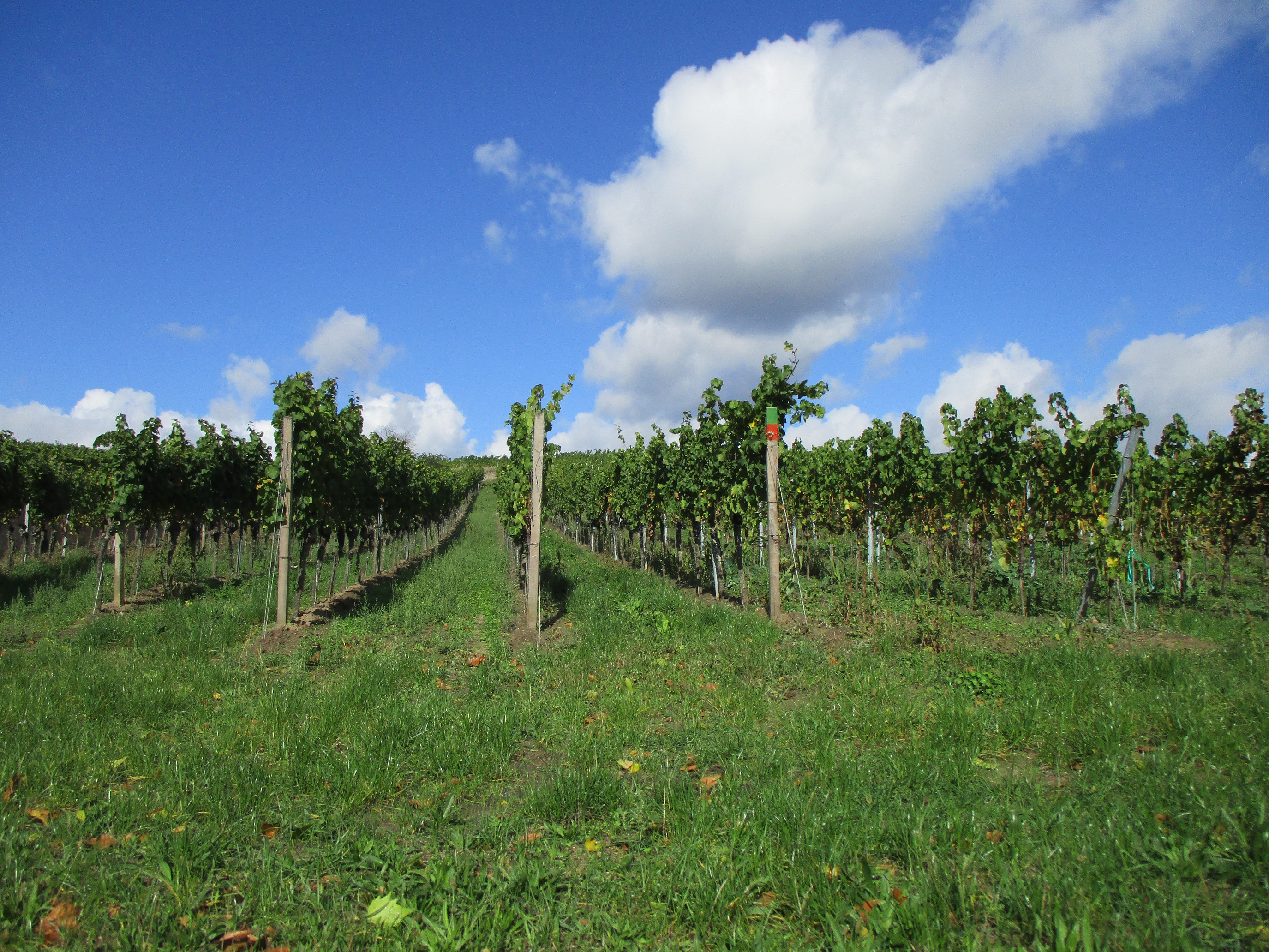
Weinstöcke des „Grainhübels“

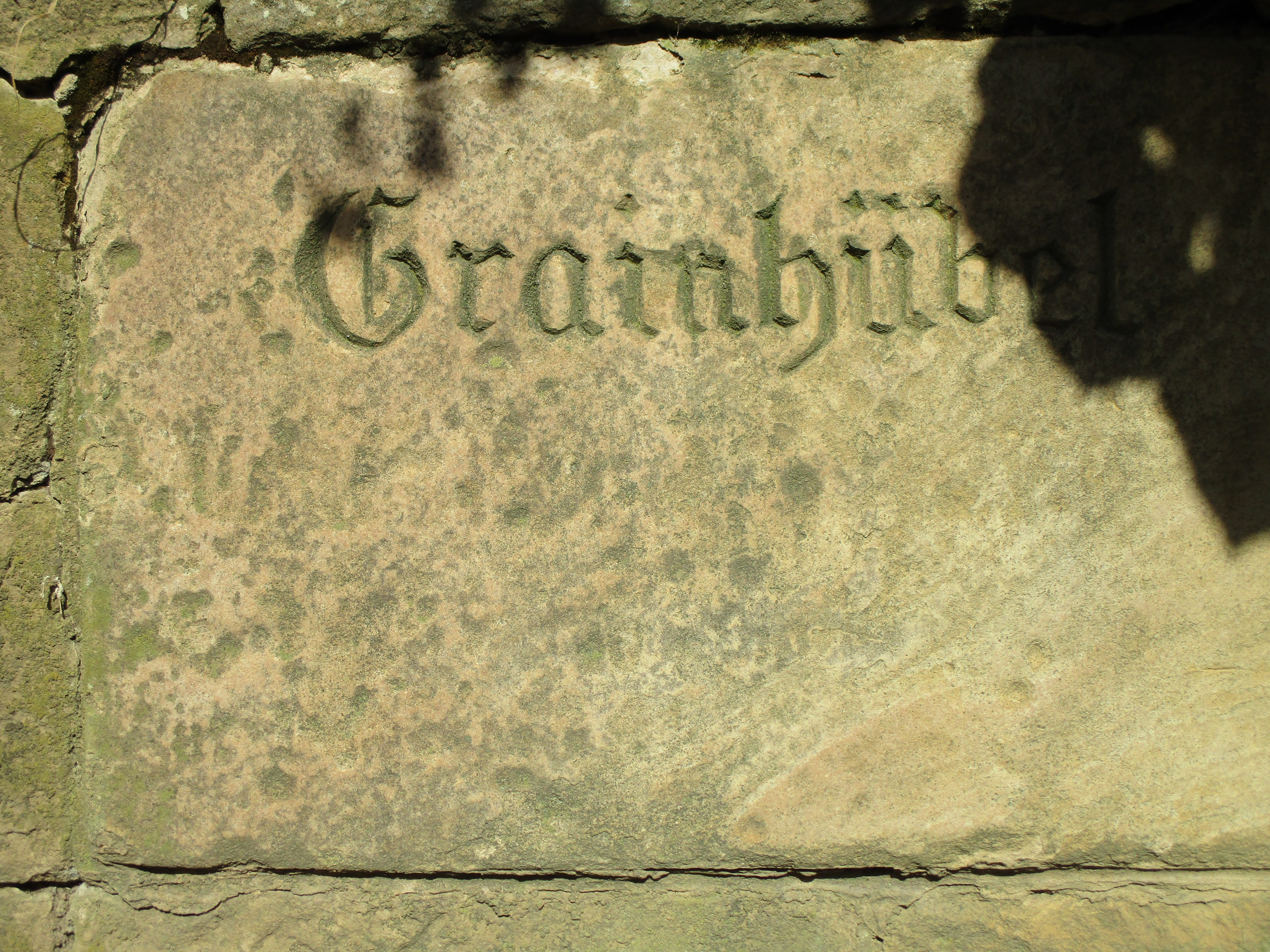
Mauer bei der Weinlage

Grainhübel heißt eine Weinlage, die nordwestlich der pfälzischen Kleinstadt Deidesheim (Rheinland-Pfalz) liegt. Sie umfasst eine Fläche von 8,4 ha.

## Lage, Klima, Böden
Der Grainhübel gehört zum Anbaugebiet Pfalz und hier wiederum zum Bereich Mittelhaardt-Deutsche Weinstraße. Es handelt sich um eine Einzellage, die Teil der Großlage Forster Mariengarten ist. Der Grainhübel liegt auf einer Höhe von etwa 117 bis 150 m ü. NHN und ist zu 40 % steil, zu 50 % hängig und zu 10 % flach.
Die Böden des Grainhübels bestehen aus Lehm, lehmigem Sand und stellenweise aus mergeligem Ton. Der Gebirgszug der Haardt schützt in seinem Lee den Grainhübel vor Niederschlägen, zudem bewirkt die Hangneigung, dass in frostigen Frühjahrsnächten kalte Luftmassen zur Rheinebene hin abfließen können und Erfrierungen an den Reben meist ausbleiben.

## Name
Die Erstnennung des Namens war im Jahr 1412 („an dem gryne“). Grain-Lagenamen sind eine alte Bezeichnung für Boden mit Kies, kleinen Steinen oder lehmigem Sand. Der Name, mittelhochdeutsch „grien“, findet sich auch in Hainfeld, Maikammer und Hambach an der Weinstraße.